# 五代十国時代の銭貨
五代十国時代の銭貨（ごだいじっこくじだいのせんか）では、中国の五代十国時代にその各王朝で鋳造・発行された銭貨について記す。
五代十国時代は政治的割拠のため、経済は王朝ごとに封鎖的であり、各王朝が独自の貨幣を鋳造・発行することが多かった。また銅銭の他、鉄銭や鉛銭が発行されたり、小平銭（1文銭）の他、当十（10文銭）や当百（100文銭）などの額面の大きい銭や、更に南唐では二当一（半文銭、銭子）の小型銭が発行されたりし、この時代の中国の各王朝の貨幣は多様であった。
周通元宝/周元通宝や唐国通宝（銅製小平銭）など、日本でも渡来銭として流通したものもある。

## 一覧
- この一覧では、新字体と旧字体等の違いは無視した。
- 形状は特記しないものは円形方孔銭。
- 残存量は、大量＞較少見＞少見＞較罕見＞罕見＞極罕見で示してある。

| 発行王朝 | 名称(面文)          | 背文                 | 材質 | 貨幣価値                      | 残存量 | 備考 |
| -------- | ------------------- | -------------------- | ---- | ----------------------------- | ------ | --- |
| 後唐     | 天成元宝            |                      | 銅   | 小平銭（1文）                 | 罕見   | 天成は発行当時の元号。                                                                                       |
| 後晋     | 天福元宝            |                      | 銅   | 小平銭（1文）                 | 較少見 | 天福は発行当時の元号。                                                                                       |
| 後漢     | 漢元通宝 / 漢通元宝 |                      | 銅   | 小平銭（1文）                 | 大量   | 開元通宝 / 開通元宝 の開の字だけを置き換えたもの。日本でも渡来銭として流通。                                 |
| 後周     | 周元通宝 / 周通元宝 |                      | 銅   | 小平銭（1文）                 | 大量   | 顕徳2年（955年）鋳造開始。同じく開元通宝 / 開通元宝 の開の字だけを置き換えたもの。日本でも渡来銭として流通。 |
| 前蜀     | 永平元宝            |                      | 銅   | 小平銭（1文）                 | 較少見 | いずれも銭文の前半の2字は発行当時の元号。日本でも渡来銭として流通。                                          |
| 前蜀     | 通正元宝            |                      | 銅   | 小平銭（1文）                 | 較少見 | いずれも銭文の前半の2字は発行当時の元号。日本でも渡来銭として流通。                                          |
| 前蜀     | 天漢元宝            |                      | 銅   | 小平銭（1文）                 | 較少見 | いずれも銭文の前半の2字は発行当時の元号。日本でも渡来銭として流通。                                          |
| 前蜀     | 光天元宝            |                      | 銅   | 小平銭（1文）                 | 大量   | いずれも銭文の前半の2字は発行当時の元号。日本でも渡来銭として流通。                                          |
| 前蜀     | 乾徳元宝            |                      | 銅   | 小平銭（1文）                 | 大量   | いずれも銭文の前半の2字は発行当時の元号。日本でも渡来銭として流通。                                          |
| 前蜀     | 咸康元宝            |                      | 銅   | 小平銭（1文）                 | 大量   | いずれも銭文の前半の2字は発行当時の元号。日本でも渡来銭として流通。                                          |
| 後蜀     | 大蜀通宝            |                      | 銅   | 小平銭（1文）                 | 罕見   | 国号を冠した銭。史書に記載なし。明徳年間に鋳造開始されたと思われる。                                         |
| 後蜀     | 広政通宝            |                      | 銅   | 小平銭（1文）                 | 罕見   | 広政は発行当時の元号。広政の初期に鋳造開始されたと思われる。                                                 |
| 後蜀     | 広政通宝            |                      | 鉄   | 小平銭（1文）                 | 罕見   | 広政18年（955年）、後周に攻め立てられ軍費調達のために鋳造開始。                                              |
| 後蜀     | 広政通宝            |                      | 鉛   | 小平銭（1文）                 | 罕見   | 鋳造開始年は不明。                                                                                           |
| 呉越     | 開元通宝            |                      | 銅   | 小平銭（1文）（銅鉛比価不明） | 不明   | 史書に鋳造記録が残されているが、現物の外見上唐時代に鋳造されたものと区別できないものと思われる。             |
| 呉越     | 開元通宝            |                      | 鉛   | 小平銭（1文）（銅鉛比価不明） | 大量   | 小型で私鋳銭の可能性がある。                                                                                 |
| 閩       | 開元通宝            | 閩                   | 鉄   | 大銭（当鉛銭十、当銅銭二）    | 較少見 | |
| 閩       | 開元通宝            | 閩                   | 鉛   | 大銭（当鉛銭十、当銅銭二）    | 較少見 | |
| 閩       | 開元通宝            | 殷                   | 鉄   | 大銭（当鉛銭十、当銅銭二）    | 罕見   | |
| 閩       | 開元通宝            | 閩・福               | 鉛   | 小平銭（1文）                 | 大量   | 背文の「福」は福州大都督府を表す。                                                                           |
| 閩       | 永隆通宝            | 閩                   | 鉄   | 大銭（当鉛銭十→当百）         | 較罕見 | 永隆は発行当時の元号。                                                                                       |
| 閩       | 天徳通宝            |                      | 銅   | 大銭（当鉛銭百）              | 罕見   | 天徳は発行当時の元号。                                                                                       |
| 閩       | 天徳重宝            | 殷                   | 銅   | 大銭（当鉛銭百）              | 罕見   | 天徳は発行当時の元号。                                                                                       |
| 閩       | 天徳重宝            | 殷                   | 鉄   | 大銭（当鉛銭百）              | 罕見   | 天徳は発行当時の元号。                                                                                       |
| 楚       | 乾封泉宝            | 天策・天府・天・策   | 銅   | 大銭（当鉛銭百）              | 少見   | 唐朝銭の銭銘を使用。                                                                                         |
| 楚       | 乾封泉宝            | 天策・天府・天・策   | 鉄   | 大銭（当鉛銭百）              | 少見   | 唐朝銭の銭銘を使用。                                                                                         |
| 楚       | 天策府宝            |                      | 銅   | 大銭（当鉛銭百）              | 罕見   | 「天策」は封号。                                                                                             |
| 楚       | 天策府宝            |                      | 鉄   | 大銭（当鉛銭百）              | 罕見   | 「天策」は封号。                                                                                             |
| 楚       | 乾元重宝            |                      | 銅   | 小平銭（当鉛銭十）            | 罕見   | 唐朝銭の銭銘を使用。                                                                                         |
| 楚       | 開元通宝            | 月・星・潭           | 鉛   | 小平銭（1文）                 | 大量   | |
| 南漢     | 乾亨通宝            |                      | 銅   | 小平銭（当鉛銭十）            | 罕見   | 乾亨は発行当時の元号。                                                                                       |
| 南漢     | 乾亨重宝            |                      | 銅   | 小平銭（当鉛銭十）            | 少見   | 乾亨は発行当時の元号。                                                                                       |
| 南漢     | 乾亨重宝            | 無背・邕             | 鉛   | 小平銭（1文）                 | 大量   | 乾亨は発行当時の元号。                                                                                       |
| 南漢     | 開元通宝            | 金・南・宝・興・数字 | 鉛   | 小平銭（1文）                 | 大量   | 桂州のみで出土。                                                                                             |
| 南漢     | 五五                | 金・南・宝・興・数字 | 鉛   | 小平銭（1文）                 | 較少見 | 桂州のみで出土。銭銘の「五五」は六朝五銖の銭銘のバリエーションの一つ。                                       |
| 南漢     | 乾元重宝            |                      | 鉛   | 小平銭（1文）                 | 較少見 | 桂州のみで出土。唐朝銭の銭銘を使用。                                                                         |
| 南唐     | 保大元宝            | 天                   | 銅   | 当五（5文）                   | 極罕見 | 保大は発行当時の元号。                                                                                       |
| 南唐     | 保大元宝            | 天                   | 鉄   | 当五（5文）                   | 極罕見 | 保大は発行当時の元号。                                                                                       |
| 南唐     | 唐国通宝            |                      | 銅   | 当五（5文）                   | 極罕見 | |
| 南唐     | 唐国通宝            |                      | 銅   | 当二（2文）                   | 罕見   | |
| 南唐     | 唐国通宝            |                      | 銅   | 小平銭（1文）                 | 大量   | 交泰元年（958年）鋳造開始。真書・篆書の2種あり。日本でも渡来銭として流通。                                   |
| 南唐     | 唐国通宝            |                      | 銅   | 二当一（半文、銭子）          | 大量   | 周辺王朝および私鋳の鉛銭・鉄銭と等価とされた。                                                               |
| 南唐     | 唐国通宝            |                      | 鉄   | 小平銭（1文）                 | 較罕見 | |
| 南唐     | 唐国通宝            |                      | 鉛   | 二当一（半文、銭子）          | 極罕見 | |
| 南唐     | 開元通宝            |                      | 銅   | 小平銭（1文）                 | 大量   | 唐朝銭と異なる点は文字が篆書となっていることである。日本でも渡来銭として流通。                               |
| 南唐     | 開元通宝            |                      | 銅   | 当二（2文）                   | 極罕見 | |
| 南唐     | 開元通宝            |                      | 銅   | 二当一（半文、銭子）          | 極罕見 | |
| 南唐     | 開元通宝            |                      | 銅   | 当十（10文）                  | 少見   | |
| 南唐     | 大唐通宝            |                      | 銅   | 小平銭（1文）                 | 大量   | 日本でも渡来銭として流通。                                                                                   |
| 南唐     | 大唐通宝            |                      | 鉄   | 小平銭（1文）                 | 大量   | |
| 南唐     | 永通泉貨            |                      | 銅   | 当十（10文）                  | 極罕見 | 銭銘は吉語から採用。隷書。                                                                                   |
| 南唐     | 永通泉貨            |                      | 銅   | 当五（5文）                   | 罕見   | 銭銘は吉語から採用。篆書。                                                                                   |
| 南唐     | 永通泉貨            |                      | 鉄   | 大銭（当銅銭十）              | 罕見   | 銭銘は吉語から採用。                                                                                         |
| 桀燕     | 永安一十            |                      | 銅   | 当十（10文）                  | 少見   | 銭銘は吉語からきている。                                                                                     |
| 桀燕     | 永安一百            |                      | 銅   | 当百（100文）                 | 少見   | 銭銘は吉語からきている。                                                                                     |
| 桀燕     | 永安五百            |                      | 銅   | 当五百（500文）               | 罕見   | 銭銘は吉語からきている。                                                                                     |
| 桀燕     | 永安一千            |                      | 銅   | 当千（1000文）                | 較罕見 | 銭銘は吉語からきている。                                                                                     |
| 桀燕     | 永安一十            |                      | 鉄   | 当十（10文）                  | 少見   | 銭銘は吉語からきている。                                                                                     |
| 桀燕     | 永安一百            |                      | 鉄   | 当百（100文）                 | 少見   | 銭銘は吉語からきている。                                                                                     |
| 桀燕     | 永安五百            |                      | 鉄   | 当五百（500文）               | 罕見   | 銭銘は吉語からきている。                                                                                     |
| 桀燕     | 永安一千            |                      | 鉄   | 当千（1000文）                | 少見   | 銭銘は吉語からきている。                                                                                     |
| 桀燕     | 順天元宝            | 十                   | 鉄   | 当十（10文）                  | 罕見   | 銭銘は吉語からきている。                                                                                     |
| 桀燕     | 順天元宝            | 百                   | 鉄   | 当百（100文）                 | 罕見   | 銭銘は吉語からきている。                                                                                     |
| 桀燕     | 順天元宝            | 千                   | 鉄   | 当千（1000文）                | 少見   | 銭銘は吉語からきている。                                                                                     |
| 桀燕     | 貨布                | 三百                 | 銅   | 当三百（300文）               | 罕見   | 春秋戦国時代の布銭を模倣した形状の王莽銭の一つである「貨布」をそのまま母銭として利用して鋳造した貨幣。       |
| 桀燕     | 貨布                | 三百                 | 鉄   | 当三百（300文）               | 罕見   | 春秋戦国時代の布銭を模倣した形状の王莽銭の一つである「貨布」をそのまま母銭として利用して鋳造した貨幣。       |
| 桀燕     | 応聖元宝            | 拾                   | 銅   | 当十（10文）                  | 極罕見 | 銭銘は吉語からきている。                                                                                     |
| 桀燕     | 乾聖元宝            | 百                   | 銅   | 当百（100文）                 | 極罕見 | 銭銘は吉語からきている。                                                                                     |
| 桀燕     | 応天元宝            | 万                   | 銅   | 当万（10000文）               | 極罕見 | 銭銘の応天は発行当時の元号。五代十国時代の諸貨幣の中で額面価値が最も高い。                                   |
| 桀燕     | 五銖                |                      | 鉄   | 小平銭（1文）                 | 少見   | 隋五銖をそのまま母銭として利用して鋳造した貨幣。                                                             |
| 北漢     | 漢元通宝 / 漢通元宝 |                      | 銅   | 小平銭（1文）                 | 大量   | 後漢発行のものと同形式。                                                                                     |